# 埃及猿
埃及猿（Aegyptopithecus），又稱曉猿，是一種早期的狹鼻小目，將人猿總科及舊世界猴分支的時間推前。其下只有一個物種，古埃及猿（A. zeuxis），是生存於3020-2950萬年前的漸新世中期。牠有點像現今的新世界猴，大小與吼猴接近。埃及猿化石主要在埃及被發現，是始新世化石及中新世人猿總科之間重要的連結。

## 形態
埃及猿的上顎及下顎齒式都是2:1:2:3，下顎臼齒向後逐漸變大。臼齒可以製造割裂式的剪力，可以將食物剪成碎片。牠的犬齒是兩性異形的，牠的下頜升支相對的闊。眼臉部是源自背部及相對較細小，可見牠們是白天活動的。牠有一些眶後間距。埃及猿的眶間距很大，像疣猴亞科般。
較年長的個體會發展矢狀嵴，並伸展至眉嵴。埃及猿像闊鼻小目般有一個聽覺區，沒有骨管，鼓膜與氣門片的側面融合。埃及猿的腦部相對於簡鼻亞目較細小，顱腔只有約30立方厘米。其腦部與原猴亞目比較較為進化，因為牠有著擴大了的視覺皮層，較細小的嗅球及中央溝。
肱骨較喜歡懸吊的靈長目為纖幼，並擁有一些已滅絕人猿總科的特徵，如較大的內上髁骨及較闊的滑車。埃及猿有尺骨，與已滅絕的紅吼猴相似。
埃及猿的腳骨有可以抓東西的拇趾。牠們平均重6.7公斤，並有一些簡鼻亞目的特徵，如融合的顎及冠聯合及眶後骨封閉等。
於2007年發現了只有雄性埃及猿頭顱骨大小一半的頭顱骨，相信是屬於埃及猿雌性。這個大小差別與大猩猩的接近。

### 腦部大小
埃及猿的腦部很小，在靈長目中很不尋常。由於牠被認為是舊世界猴及新世界猴的共同祖先，或最少是其中一類的近親，故有些學者指牠證實了腦部較大的靈長目是分別從舊世界猴及新世界猴演化的。

## 連動及分佈
根據埃及猿的顱後的第一中骨及距骨形態，最有可能是四足攀樹的。

## 食性
基於埃及猿的牙齒形態，估計牠是吃生果及樹葉的。

## 外部連結
- Aegyptopithecus - Archaeology.info site （页面存档备份，存于）
- 古埃及猿的頭顱骨
- Duke University site
- members.tripod.com （页面存档备份，存于）
- Paranasal sinus anatomy of Aegyptopithecus: Implications for hominoid origins （页面存档备份，存于）